# Madeleine Rocher-Jauneau
Pour les articles homonymes, voir Jauneau.
Madeleine Rocher-Jauneau, née le 4 octobre 1921 à Paris et morte le 27 août 2013 à Lyon, est une historienne de l'art et une conservatrice de musée.

## Biographie
Madeleine Jauneau est née le 4 octobre 1921, à Paris (IVe arrondissement). Elle a épousé Jean-Louis Rocher (1927-2018), archiviste paléographe, conservateur de bibliothèque.
Elle suit des études d'histoire de l'art et obtient un diplôme d'études supérieures d'histoire et géographie dont le mémoire porte sur « Les églises de la Visitation en France, XVIIe et XVIIIe siècles » à l'Université de Paris, et un diplôme d'Études supérieures d'art et d'archéologie le 23 juillet 1949 en soutenant son mémoire sur « l'Étude des maquettes des sculpteurs français du XVIIIe siècle faisant partie des collections du Louvre ».
Elle commence sa carrière comme chargée de mission au Département des sculptures du musée du Louvre en 1948. Elle trouve rapidement un poste d'assistante au musée des beaux-arts de Lyon en 1950, qu'elle conserve jusqu'en 1963. Elle devient alors conservateur du Musée des Beaux-Arts de Lyon, jusqu'en 1986.
En 1976, elle organise la première exposition du groupe Témoignage, avec la présence de Étienne-Martin, Jean Le Moal et Jean Bertholle. En 1986, elle monte une exposition sur Jacques Truphémus. Parmi ses mise en avant se trouvent également Louis Thomas en 1976, Myriam Bros en 1977, Pierre Pelloux en 1981 ou en 1982 le peintre sanziste Henri Lachièze-Rey.
L'exposition la plus importante qu'elle organise est celle sur Pierre Combet-Descombes, en 1985, placée sous la responsabilité de Dominique Brachlianoff qui produisit dans le catalogue une étude qui fait encore autorité.
Conservateur du musée de la Résistance et de la Déportation de Lyon (5, rue Boileau, 6e arrondissement), 1965-1986.
Conservateur du musée Édouard-Herriot de Lyon, 1965-1983. Installés, en 1959, dans le Salon blanc de l'hôtel de ville, les souvenirs rappelant la mémoire d'Herriot sont transférés au musée Gadagne en 1983.
Elle est membre de la société d'histoire de Lyon de 1950 à 2013.

## Activité de recherche et éditoriale
Elle publie entre autres :
- Une œuvre de Jean-François de Troy : le jugement de Salomon au musée des beaux-arts de Lyon, Lyon, éd. Association des amis du musée de Lyon, 1953
- Le buste de Madame Récamier par Canova au musée des beaux-arts de Lyon, Lyon, éd. Association des amis du musée de Lyon, 1957
- « Projet d'Henri II pour un palais des foires à Lyon (1551) »  (avec Alice Joly), Bulletin philologique et historique,‎ 1967, p. 195-212
- L’œuvre de Joseph Chinard (1755-1813) au musée des beaux-arts de Lyon, Lyon, éd. Musée des Beaux-arts, 1978
- « Le monastère royal de Saint-Pierre-les-Nonnains », Bulletin des musées et monuments lyonnais, no 4,‎ 1984, p. 61-82

## Distinctions
- Ordre national du mérite (décret présidentiel paru au Journal officiel du 23 mai 1968).